# Diócesis de Labrador City-Schefferville
La diócesis de Labrador City-Schefferville (en latín: Dioecesis Labradorpolitana-Scheffervillensis, en francés: Diocèse de Labrador City-Schefferville y en inglés: Roman Catholic Diocese of Labrador City–Schefferville) fue una circunscripción eclesiástica de la Iglesia católica en Canadá. Se trataba de una diócesis latina, sufragánea de la arquidiócesis de Keewatin-Le Pas. Fue suprimida el 31 de mayo de 2007.

## Territorio y organización
La diócesis tenía 906 500 km² y extendía su jurisdicción sobre los fieles católicos de rito latino residentes en parte de las provincias de  Terranova y Labrador y de Quebec.
La sede de la diócesis se encontraba en la ciudad de Labrador City, en donde se halla la Catedral basílica de Nuestra Señora del Perpetuo Socorro, hoy perteneciente a la diócesis de Corner Brook-Labrador. En Schefferville se halla la Concatedral del Corazón Inmaculado de María, hoy templo parroquial de la diócesis de Amos.
En 2004 en la diócesis existían 24 parroquias.

## Historia
El vicariato apostólico de Labrador fue erigido el 13 de julio de 1945 mediante la bula Quo Christi Regno del papa Pío XII, derivando su territorio de los vicariatos apostólicos de la Bahía de Hudson y el Golfo de San Lorenzo y de la diócesis de Harbour Grace (hoy respectivamente diócesis de Churchill-Hudson Bay, diócesis de Baie-Comeau y diócesis de Grand Falls).
El 13 de julio de 1967, mediante la bula Adsiduo perducti studio del papa Pablo VI, el vicariato apostólico fue elevado a diócesis con el nombre de diócesis de Labrador-Schefferville. La sede episcopal fue la ciudad de Schefferville, que tomó su nombre del primer vicario apostólico, Lionel Scheffer. La diócesis pertenecía a la provincia eclesiástica de la arquidiócesis de Keewatin-Le Pas.
El 4 de septiembre de 1976, mediante el decreto Excellentissimus de la Congregación para la Evangelización de los Pueblos, la iglesia de Nuestra Señora del Perpetuo Socorro en Labrador City fue elevada al rango de concatedral y al obispo se le concedió permiso para residir en Labrador City.
El 27 de abril de 1987, mediante el decreto Apostolicis sub plumbo Litteris de la Congregación para la Evangelización de los Pueblos, la sede episcopal fue trasladada a Labrador City, la Concatedral de Nuestra Señora del Perpetuo Socorro de Labrador City se convirtió en la catedral de la diócesis y la Catedral del Inmaculado Corazón de María se convirtió en concatedral, al mismo tiempo la diócesis asumió el nuevo nombre de Labrador City-Schefferville.
Desde el 6 de agosto de 2003 hasta su supresión estuvo unida in persona episcopi a la diócesis de Saint George's (hoy diócesis de Corner Brook-Labrador).
El 31 de mayo de 2007 la diócesis fue abolida y su territorio fue dividido entre:
- la diócesis de Saint George's (que tomó el nombre de diócesis de Corner Brook-Labrador): la región de Labrador en la provincia de Terranova y Labrador;
- la diócesis de Amos: la región de Nunavik en la provincia de Quebec;
- la diócesis de Baie-Comeau: la Lower North Shore en la región de Côte-Nord en la provincia de Quebec.

Al mismo tiempo, la antigua Catedral de Nuestra Señora del Perpetuo Socorro en Labrador City fue erigida como basílica menor.

## Estadísticas
Según el Anuario Pontificio 2005 la diócesis tenía a fines de 2004 un total de 14 542 fieles bautizados.
| Año                                                                             | Población            | Población | Población      | Sacerdotes | Sacerdotes    | Sacerdotes    | Bautizados por sacerdote | Diáconos permanentes | Religiosos | Religiosos | Parroquias |
| Año                                                                             | Bautizados católicos | Total     | % de católicos | Total      | Clero secular | Clero regular | Bautizados por sacerdote | Diáconos permanentes | Varones    | Mujeres    | Parroquias |
| ------------------------------------------------------------------------------- | -------------------- | --------- | -------------- | ---------- | ------------- | ------------- | ------------------------ | -------------------- | ---------- | ---------- | ---------- |
| 1948                                                                            | 2140                 | 10 300    | 20.8           | 10         |               | 10            | 214                      |                      | 18         |            | 4          |
| 1966                                                                            | 10 700               | 35 000    | 30.6           | 27         |               | 27            | 396                      |                      | 38         | 25         | 18         |
| 1970                                                                            | 19 081               | 40 000    | 47.7           | 27         | 1             | 26            | 706                      |                      | 36         | 28         |            |
| 1976                                                                            | 21 459               | 46 829    | 45.8           | 20         |               | 20            | 1072                     |                      | 33         | 47         |            |
| 1980                                                                            | 17 875               | 51 304    | 34.8           | 22         | 1             | 21            | 812                      |                      | 31         | 44         |            |
| 1990                                                                            | 14 264               | 47 940    | 29.8           | 12         | 2             | 10            | 1188                     |                      | 15         | 39         | 25         |
| 1999                                                                            | 13 146               | 45 739    | 28.7           | 10         | 1             | 9             | 1314                     | 1                    | 11         | 17         | 25         |
| 2000                                                                            | 14 330               | 46 365    | 30.9           | 12         |               | 12            | 1194                     |                      | 13         | 21         | 25         |
| 2001                                                                            | 14 040               | 46 365    | 30.3           | 14         | 1             | 13            | 1002                     | 1                    | 14         | 21         | 25         |
| 2002                                                                            | 14 040               | 46 365    | 30.3           | 13         | 1             | 12            | 1080                     | 1                    | 14         | 21         | 16         |
| 2003                                                                            | 14 124               | 45 613    | 31.0           | 12         | 1             | 11            | 1177                     |                      | 13         | 23         | 24         |
| 2004                                                                            | 14 542               | 43 924    | 33.1           | 14         | 2             | 12            | 1038                     | 1                    | 14         | 23         | 24         |
| Fuente: Catholic-Hierarchy, que a su vez toma los datos del Anuario Pontificio. |                      |           |                |            |               |               |                          |                      |            |            |            |

## Episcopologio
- Lionel Scheffer, O.M.I. † (14 de marzo de 1946-3 de octubre de 1966 falleció)
- Henri Légaré, O.M.I. † (13 de julio de 1967-21 de noviembre de 1972 nombrado arzobispo de Grouard-McLennan)
- Peter Alfred Sutton, O.M.I. † (9 de mayo de 1974-24 de enero de 1986 nombrado arzobispo coadjutor de Keewatin-Le Pas)
- Henri Goudreault, O.M.I. † (27 de abril de 1987-16 de julio de 1996 nombrado arzobispo de Grouard-McLennan)
- David Douglas Crosby, O.M.I. (24 de octubre de 1997-31 de mayo de 2007 nombrado obispo de Corner Brook-Labrador)